# 최일상
최일상(1975년 7월 15일~)은 대한민국의 장애인 탁구 선수로, 2016년 하계 패럴림픽에서 금메달을 획득했다.